# 1 رجب
- السبت
- الأحد
- الاثنين
- الثلاثاء
- الأربعاء
- الخميس
- الجمعة

- 2728 ديسمبر 2024
- 2829 ديسمبر 2024
- 2930 ديسمبر 2024
- 3031 ديسمبر 2024
- 11 يناير 2025
- 22 يناير 2025
- 33 يناير 2025
- 44 يناير 2025
- 55 يناير 2025
- 66 يناير 2025
- 77 يناير 2025
- 88 يناير 2025
- 99 يناير 2025
- 1010 يناير 2025
- 1111 يناير 2025
- 1212 يناير 2025
- 1313 يناير 2025
- 1414 يناير 2025
- 1515 يناير 2025
- 1616 يناير 2025
- 1717 يناير 2025
- 1818 يناير 2025
- 1919 يناير 2025
- 2020 يناير 2025
- 2121 يناير 2025
- 2222 يناير 2025
- 2323 يناير 2025
- 2424 يناير 2025
- 2525 يناير 2025
- 2626 يناير 2025
- 2727 يناير 2025
- 2828 يناير 2025
- 2929 يناير 2025
- 3030 يناير 2025
- 131 يناير 2025

1 رجب أو 1 رجب الفرد أو 1 رجب المُرجَّب أو يوم 1 \ 7 (اليوم الأوَّل من الشهر السابع) هو اليوم الثامن والسبعون بعد المائة (178) من أيَّام السنة (أو التاسع والسبعون بعد المائة لو كان شهر جمادى الآخرة مُتممًا لليوم الثلاثين أو الثمانون بعد المائة لو أتم كلًا من صفر وربيع الآخر وجمادى الآخرة ثلاثين يومًا) وفق التقويم الهجري القمري (العربي). يبقى بعده 176 أو 177 يومًا لانتهاء السنة.

## أحداث
- 2 هـ - وقعت سرية عبد الله بن جحش (على أحد الروايتين)، كان فيها أول قتيل يقتله المسلمون وأول غنيمة، وأول أسيرين.
- 491 هـ - الصليبيون يحتلون مدينة أنطاكية وذلك أثناء الحملة الصليبية الأولى.
- 1207 هـ - السلطان العثماني سليم الثالث يصدر مرسومًا سلطانيًّا باعتماد نظام حركة التجديد داخل الدولة العثمانية، بعد التراجع والعجز الذي أصاب الدولة وجعلها تتخلف عن مثيلاتها الأوروبيات.
- 1287 هـ - افتتاح دار الكتب المصرية أمام الجمهور لأول مرة بعد إنشائها، ويرجع الفضل في إنشائها إلى الوزير النابه «علي مبارك».
- 1340 هـ - إعلان بريطانيا إنهاء الحماية على مصر والاعتراف باستقلال مصر، ولكن مع تحفظات في مسألة تأمين المواصلات والدفاع وحماية الأجانب ومستقبل السودان، وأرجأ البتّ في هذه التحفظات لحين إجراء مفاوضات أخرى.
- 1341 هـ - اكتشاف مقبرة توت عنخ أمون في الأقصر على يد عالم الآثار هوارد كارتر.
- 1371 هـ - الفرنسيون يعتقلون أعضاء الحكومة التونسية وينفونهم إلى جنوبي تونس.
- 1379 هـ - تأسيس جمعية البر بالمدينة المنورة.
- 1394 هـ - الجيش التركي يغزو الجزء الشمالي من جزيرة قبرص بعد تسعة أيام من الانقلاب العسكري الموالي لليونان.
- 1400 هـ - إسرائيل تعلن أن القدس هي عاصمة إسرائيل إلى الأبد.
- 1411 هـ - انتهاء مُهلة الأمم المتحدة لانسحاب القوات العراقية من الكويت وبدء حرب الخليج الثانية ضد العراق.
- 1430 هـ -
  - تفجير قنبلة في مدينة الصدر ببغداد مما أسفر عن مقتل 69 شخصًا وجرح أكثر من 150 آخرين.
  - إيران تطرد دبلوماسيين بريطانيين لاتهامهم في التدخل بالشؤون الداخلية، وبريطانيا ترد بطرد دبلوماسيين إيرانيين.
  - السلطات الإسرائيلية تطلق سراح رئيس المجلس التشريعي الفلسطيني عزيز الدويك بعد ثلاث سنوات من الاعتقال.
- 1433 هـ - انفجار انتحاري في صنعاء يخلف 120 قتيلًا.
- 1435 هـ - ملايين العراقيين يُدلون بأصواتهم في الانتخابات البرلمانية العراقية وسط إجراءات أمنية مشددة.
- 1436 هـ - محكمة جنايات مصريَّة تقضي بإعدام 11 مُتهمًا في أحداث استاد بورسعيد التي وقعت قبل حوالي ثلاث سنوات.
- 1437 هـ -
  - الحكم على الوزير اللبناني السابق ميشال سماحة بالسجن 13 عاما مع الأشغال الشاقة.
  - مصر والسعودية تعلنان عن الاتفاق على تنفيذ جسر بري يربط بين مصر والسعودية عبر البحر الأحمر.
- 1438 هـ - أمازون الأمريكية تستحوذ على شركة سوق.كوم الإماراتية إحدى أكبر منصات البيع عبر الإنترنت في الوطن العربي.
- 1441 هـ - مقتل 27 وإصابة 190 شخصًا في أعمال شغب استمرت حتى 26 فبراير، في شمال شرقي دلهي في الهند، إثر مهاجمة أنصار حزب بهاراتيا جاناتا للمتظاهرين المناوئين لتعديل قانون المواطنة.
- 1443 هـ - مقتل زعيم تنظيم الدولة الإسلامية في العراق والشام أبو إبراهيم الهاشمي بعد غارة أمريكية نفذتها قيادة العمليات الخاصة المشتركة.
- 1445 هـ - بدء جلسات الاستماع العامة في دعوى جنوب إفريقيا على إسرائيل في محكمة العدل الدولية، والتي تتهم فيها جنوب إفريقيا إسرائيل بارتكاب إبادة جماعية.

## مواليد
- 75 هـ - محمد بن علي الباقر، عالم مسلم وخامس أئمة الشيعة الإثني عشرية.
- 849 هـ - جلال الدين السيوطي، أحد أئمة الفقه والحديث واللغة والتفسير والتاريخ في القرنين التاسع والعاشر الهجريين.
- 1110 هـ - عثمان الثالث، السلطان العثماني الخامس والعشرون.
- 1291 هـ - مصطفى كامل، سياسي مصري.
- 1338 هـ - أندريه شديد، كاتبة وشاعرة فرنسية من أصول مصرية لبنانية.
- 1341 هـ - عصمت عبد العليم، مطربة مصرية.
- 1354 هـ - صالح الفوزان، عالم دين سني سعودي.
- 1355 هـ - جهيمان العتيبي، إرهابي سعودي.
- 1356 هـ - علي المدفع، ممثل سعودي.
- 1359 هـ - عبد الله المزيني، ممثل سعودي.
- 1360 هـ - حسن محمد باجودة، عالم أدبي وأكاديمي سعودي.
- 1375 هـ - محمد رضا الشخص، أكاديمي أدبي ولغوي وشاعر سعودي.
- 1376 هـ - أحمد بن إبراهيم الحربي، شاعر وكاتب قصصي سعودي.
- 1362 هـ - خلف بن هذال العتيبي، شاعر وعسكري سعودي.
- 1364 هـ - نجاح الموجي، ممثل مصري.
- 1378 هـ -
  - بكر الشدي، ممثل سعودي.
  - سميرة سعيد، مغنية مغربية.
- 1384 هـ - عبيدي بيليه، لاعب كرة قدم غاني.
- 1385 هـ -
  - عبد الله السناني، ممثل سعودي.
  - ناصر سالم الجاسم، كاتب قصصي سعودي.
- 1389 هـ - فايز المالكي، ممثل سعودي.
- 1396 هـ - هبة سليمان، ممثلة مصرية تعيش في الكويت.
- 1397 هـ - رانيا ملاح، ممثلة سورية تعيش في مصر.
- 1400 هـ - هاني حسين، ممثل مصري.
- 1408 هـ - خلفان إبراهيم، لاعب كرة قدم قطري.
- 1410 هـ - أمينة العلي، ممثلة مغربية.
- 1412 هـ - فهد باسم، ممثل كويتي.

## وفيات
- 463 هـ - ابن زيدون، شاعر ووزير أندلسي.
- 1085 هـ - ابن المفضل الشبامي، عالم مسلم يمني.
- 1175 هـ - عبد الله بن محمد الفيروز، فقيه حنبلي نجدي.
- 1353 هـ - أبو القاسم الشابي، شاعر تونسي.
- 1390 هـ - أحمد بن عبد الله السنان، غموضي، ورياضياتي، وفقيه، وكاتب سعودي.
- 1393 هـ - عارف العارف، صحفي ومؤلف ومؤرخ وسياسي فلسطيني.
- 1429 هـ - إبراهيم المحواشي، رياضي وصحفي رياضي تونسي.
- 1441 هـ - محمد حسني مبارك، رابع رؤساء مصر.
- 1443 هـ - أبو إبراهيم الهاشمي القرشي، ثاني أمراء تنظيم داعش.

## وصلات خارجية
- موقع قصة الإسلام: حدث في شهر رجب.